# HD 200740
HD 200740，又名BD+49 3448，SAO 33091、HR 8072，是一颗恒星，视星等为6.37，位于銀經90.55，銀緯2.4，其B1900.0坐标为赤經21h 0m 10.3s，赤緯+49° 2.4′ 14″。